# Bill Chamberlain
William Martin Chamberlain, detto Bill (Long Island, 16 dicembre 1949 – 14 luglio 2025), è stato un cestista statunitense, professionista nella ABA e nella NBA.

## Carriera
Venne selezionato dai Golden State Warriors al terzo giro del Draft NBA 1972 (43ª scelta assoluta).

## Palmarès
- Campione NIT (1971)
- MVP NIT (1971)